# San Andrés (eiland)
San Andrés (Spaans: Isla de San Andrés) is een Colombiaans eiland in de Caraïbische Zee, gelegen voor de oostkust van Nicaragua. Het vormt samen met
Providencia en enkele kleinere nabijgelegen eilanden het Colombiaanse departement San Andrés en Providencia.

## Partnersteden
- San Clemente, Verenigde Staten

- Library of Congress Control Number: n97088907
- Nationale Bibliotheek van Israël: 987007545031605171
- Virtual International Authority File: 129179071